# Bòtia pallasso

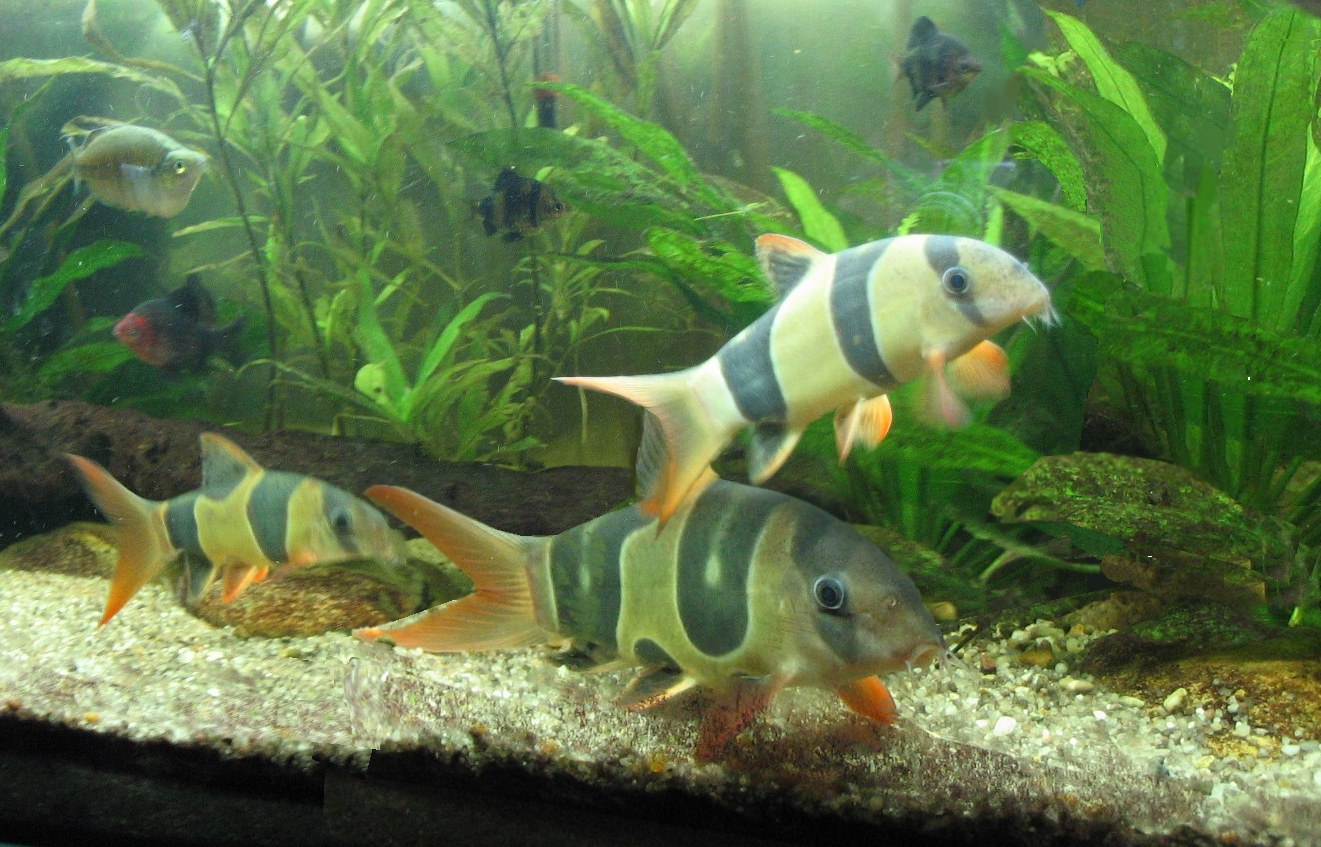
Grup de bòties pallasso en una peixera

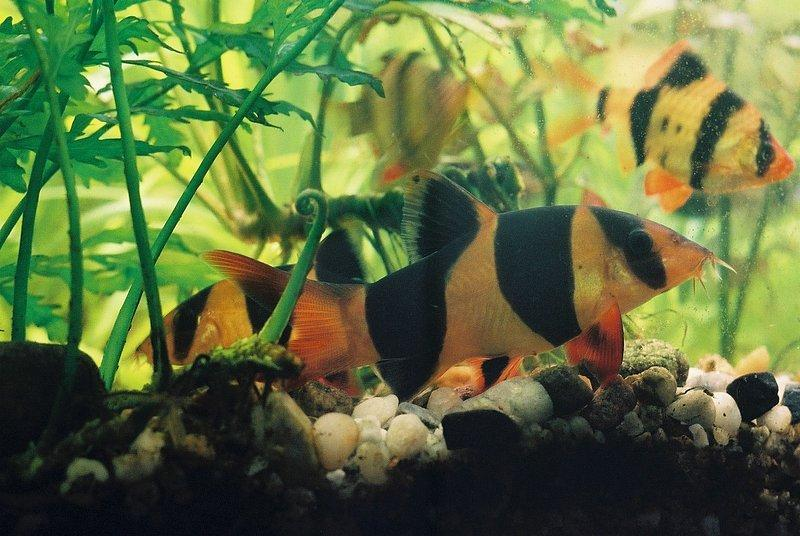
Primer pla d'un bòtia pallasso

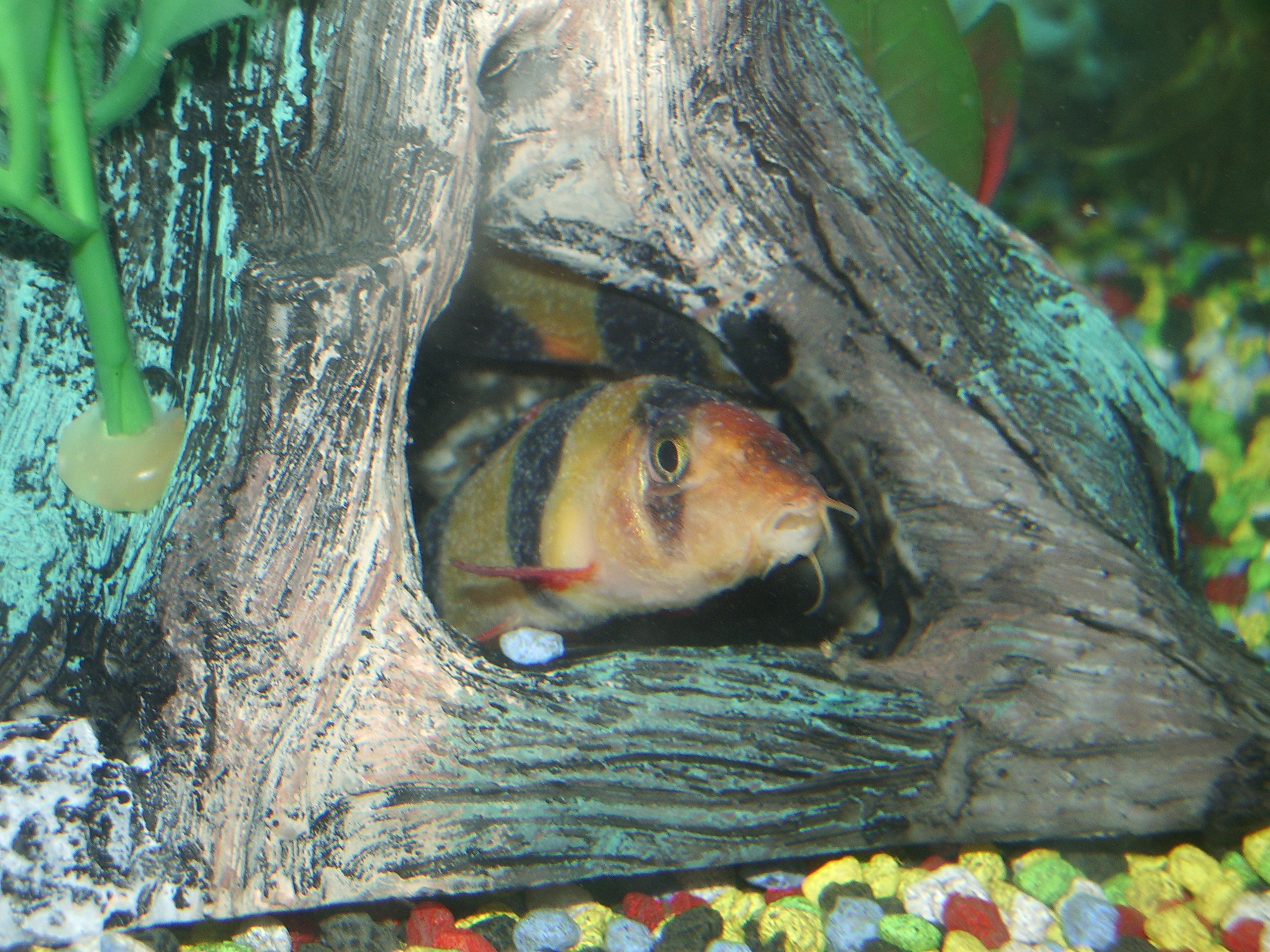
Dos exemplars immadurs de bòtia amb Ichthyophthirius multifiliis

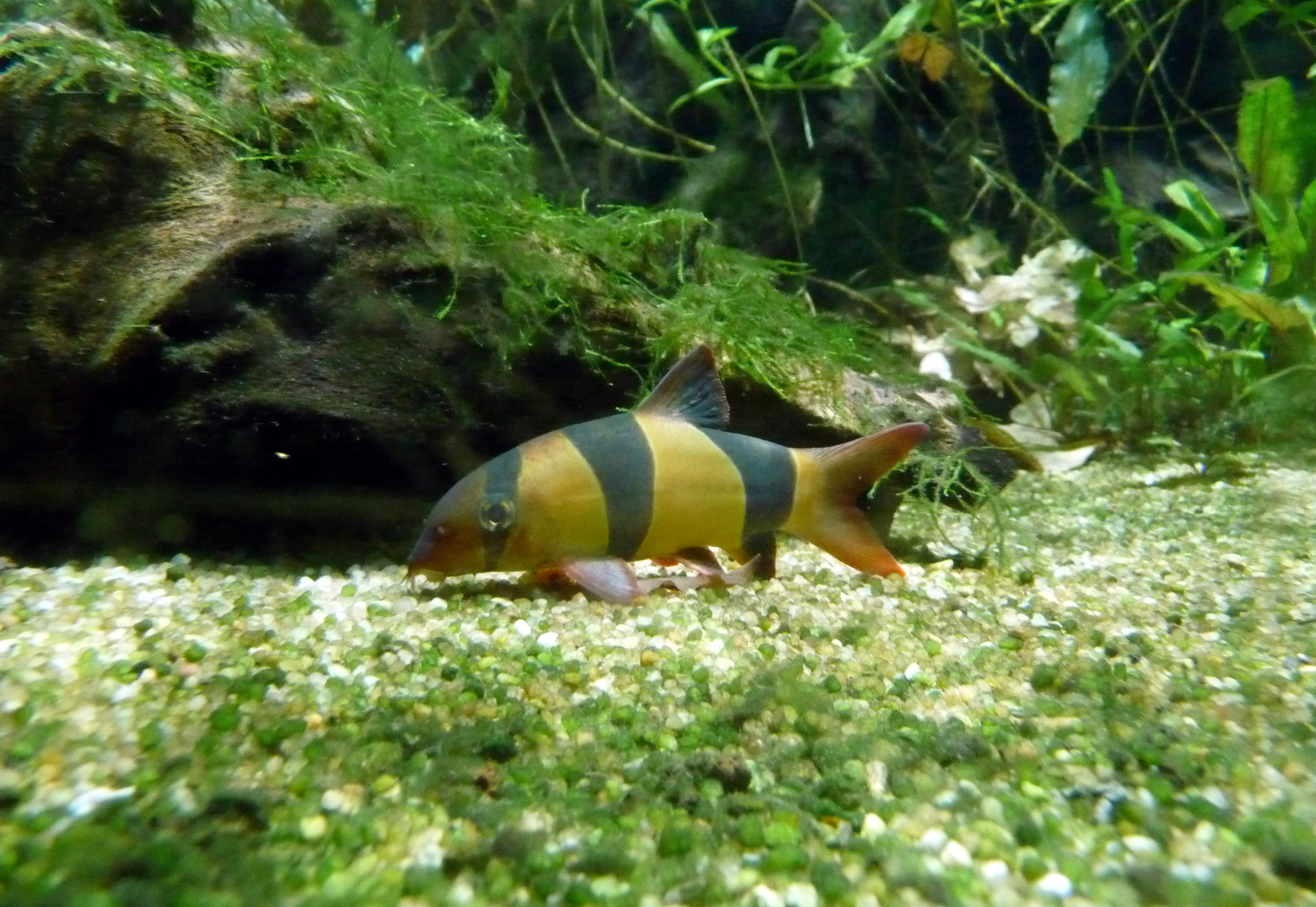
Bòtia pallasso

El bòtia pallasso (Chromobotia macracanthus) és una espècie de peix de la família dels cobítids i l'única del gènere Chromobotia.

## Morfologia
- Fa 30 cm de llargària màxima.
- Cos sense escates, amb el dors una mica convex, el ventre bastant dret, una mica comprimit lateralment i de color carabassa amb 3 bandes de color negre (la primera cobreix l'ull i arriba obliquament fins a la boca; la segona és vertical i travessa el cos sencer; la tercera, obliqua, arriba al peduncle caudal).
- Els ulls no són coberts de pell.
- 4 parells de barbetes sensorials.
- Presència d'una espina en forma de ganxo a sota de cada ull, la qual li serveix de defensa.
- Aletes pectorals i caudal vermelles. Dorsal i anal de color negre.
- En la varietat de Borneo, l'aleta ventral és negra i ribetejada per davant de vermell, mentre que la de Sumatra és completament vermella.[8][9][10][11][12]

## Reproducció
És un peix migratori (anàdrom): des dels cursos principals dels rius fins als afluents petits i les planes d'inundació durant l'estació de les pluges. Aquests moviments migratoris solen començar al setembre i la fresa té lloc a finals del setembre i principis de l'octubre, tot i que això està començant a canviar a conseqüència del canvi climàtic. En granges de peixos de Txèquia i d'alguns països tropicals, és obligat a reproduir-se mitjançant hormones.

## Alimentació
Menja cucs, crustacis i matèria vegetal.

## Hàbitat i distribució geogràfica
És un peix d'aigua dolça (pH entre 5 i 8), demersal i de clima tropical (25 °C-30 °C; 5°N-5°S), el qual viu a Àsia: Indonèsia (Sumatra i Borneo). Hi ha hagut intents d'introduir-lo al Canadà, els Estats Units, les illes Filipines i Tailàndia però, a hores d'ara, no se sap si hi ha arrelat. Al riu Batang Hari (Sumatra) comparteix el seu hàbitat amb Rasbora dorsiocellata, Rasbora einthovenii, Rasbora pauciperforata, Trigonostigma hengeli, Betta falx, Luciocephalus pulcher, Luciocephalus aura, Nandus nandus, Chaca bankanensis, Mystus i moltes altres espècies.

## Vida en captivitat
És un peix pacífic i apropiat per a un aquari comunitari de 100 litres com a mínim, atès la mida que pot assolir i la conveniència de mantenir-lo en grups de, si més no, 3-5 individus (si no té cap altre company de la seua espècie, tendeix a comportar-se d'una manera menys natural i més tímida).

## Observacions
És inofensiu per als humans, nocturn i molt sensible als canvis bruscos de temperatura i a les infeccions externes (com, per exemple, les paràsites -com ara, Ichthyophthirius multifiliis-, car no té escates que el protegeixin).